# Élections européennes de 2007 en Bulgarie
Les élections européennes se déroulèrent pour la première fois en Bulgarie le 20 mai 2007 afin d'élire ses 18 députés européens, à la suite de son entrée dans l'Union européenne le 1er janvier 2007.

## Mode de scrutin
Pour pouvoir se présenter, les sommes d'argent à verser et le nombre de signatures d'électeurs à rassembler variaient suivant les types de candidatures :
- 15 000 leva (7 500 € environ) et 15 000 signatures pour les partis
- 20 000 leva et 20 000 signatures pour les coalitions
- 10 000 leva et 10 000 signatures pour les indépendants

Les députés européens bulgares furent élus lors d'un scrutin proportionnel de liste, la répartition des sièges ayant eu lieu selon la méthode du plus fort reste. Pour participer à la répartition des sièges au Parlement européen les candidats durent rassembler au minimum 6 % des suffrages.
Lors de ces élections pouvaient voter, seuls citoyens bulgares et de l'Union européenne, âgé de 18 ans et plus le jour du scrutin et dont l'adresse était située dans l'Union, au moins 60 jours dans les 3 derniers mois avant les élections. Le critère de résidence au sein de l'Union européen eut pour conséquence de priver de leur droit de vote 232 800 citoyens bulgares, parmi lesquels 185 000 étaient des Turcs de Bulgarie résidant en Turquie.

## Contexte
Avant son entrée dans l'Union européen, 18 députés européens bulgares siégèrent au Parlement européen en tant qu'observateurs. Au 1er janvier 2007, ces observateurs devinrent des députés européens de plein droit jusqu'à la tenue de ces élections. La délégation bulgare se composait de la façon suivante :
| Parti                                | Groupe parlementaire | SIèges |
| ------------------------------------ | -------------------- | ------ |
| Coalition pour la Bulgarie           | PSE                  | 6      |
| Mouvement national Siméon II         | ALDE                 | 4      |
| Mouvement des droits et des libertés | ALDE                 | 3      |
| Union des forces démocratiques       | PPE-DE               | 2      |
| Démocrates pour une Bulgarie forte   | PPE-DE               | 1      |
| Union du peuple bulgare              | PPE-DE               | 1      |
| Union nationale Attaque              | ITS                  | 1      |

## Partis candidats
Quinze partis et coalitions politiques, ainsi que trois candidats indépendants, se présentèrent à ces élections :
- Coalition de l'Union populaire agrarienne
- Parti communiste de Bulgarie
- Coalition des Sociaux Démocrates bulgares (Parti des sociaux-démocrates bulgares, Mouvement politique Sociaux-démocrates)
- Citoyens pour le développement européen de la Bulgarie
- Unions civile pour une nouvelle Bulgarie
- Démocrates pour une Bulgarie forte
- Plateforme des socialistes européens (Parti socialiste bulgare (PSB), Mouvement pour l'Humanisme social)
- Parti Vert
- Mouvement des droits et des libertés (DPS)
- Mouvement national Siméon II (NSDV)
- Union nationale Attaque
- Ordre, loi et justice
- Union des forces démocratiques
- Union des démocrates libres
- Mariya Stoyanova Serkedzhieva (indépendante)
- Nikola Petkov Ivanov (indépendant)

Le Premier mouvement populaire tenta de présenter des listes, mais elles furent refusées par la Commission centrale électorale.

## Résultats

### Répartition

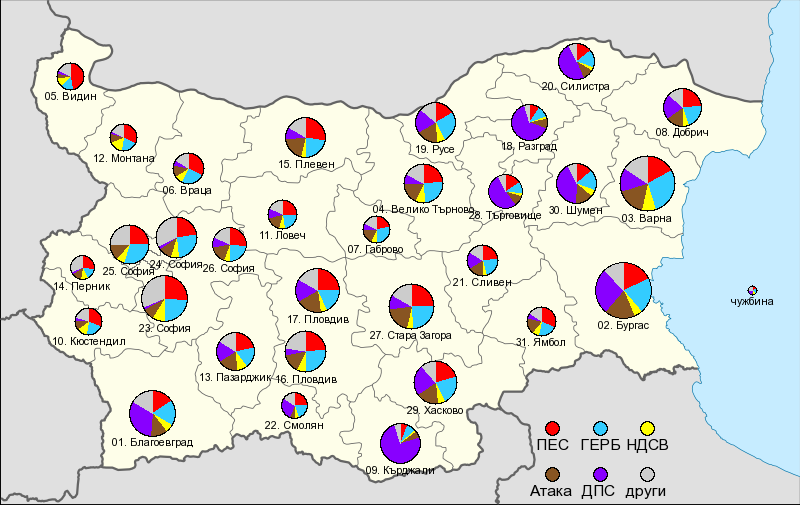
Résultats par région: Атака - Ataka, ПЕС - BSP, ГЕРБ - Gerb, НДСВ - NDSV ДПС - DPS

| Élections au Parlement Européen de 2007 → |                                                        |         |       |        |              |
| Parti                                     | Parti                                                  | Voix    | Voix  | Sièges | Groupe au PE |
| Parti                                     | Parti                                                  | Nombre  | %     | Sièges | Groupe au PE |
|                                           | Citoyens pour le développement européen de la Bulgarie | 420 001 | 21,68 | 5      | PPE-DE       |
|                                           | KB                                                     | 414 786 | 21,41 | 5      | PSE          |
|                                           | DPS                                                    | 392 650 | 20,26 | 4      | ELDR         |
|                                           | Union nationale Attaque                                | 275 237 | 14,20 | 3      | NI           |
|                                           | Mouvement national Siméon II                           | 121 398 | 6,27  | 1      | ELDR         |
|                                           | Union des forces démocratiques                         | 91 871  | 4,74  | 0      |              |
|                                           | Démocrates pour une Bulgarie forte                     | 84 350  | 4,35  | 0      |              |
|                                           | Coalition des sociaux Démocrates bulgares              | 37 645  | 1,94  | 0      |              |
|                                           | Coalition de l'Union populaire agrarienne              | 29 752  | 1,54  | 0      |              |
|                                           | Parti communiste de Bulgarie                           | 18 988  | 0,98  | 0      |              |
|                                           | Union des démocrates libres                            | 14 392  | 0,74  | 0      |              |
|                                           | Parti vert                                             | 9 976   | 0,51  | 0      |              |
|                                           | Union civile pour une nouvelle Bulgarie                | 9 398   | 0,49  | 0      |              |
|                                           | Ordre, loi et justice                                  | 9 147   | 0,47  | 0      |              |
|                                           | Mariya Stoyanova Serkedzhieva                          | 5 323   | 0,27  | 0      |              |
|                                           | Nikola Petkov Ivanov                                   | 2 782   | 0,14  | 0      |              |

### Députés élus
Les députés élus sont :
- Citoyens pour le développement européen de la Bulgarie (GERB) (5)
  - Duchana Zdravkova
  - Vladimir Urutchev
  - Nikolaï Mladenov
  - Petia Stavreva
  - Roumiana Jeleva
- Plateforme des socialistes européens (5)
  - Kristian Viguenin
  - Iliana Iotova
  - Atanas Paparizov
  - Marusya Lyubcheva
  - Evgeni Kirilov
- Mouvement des droits et des libertés (DPS) (4)
  - Filiz Hyusmenova
  - Mariela Baeva
  - Metin Kazak
  - Vladko Panayotov
- Union nationale Attaque (3)
  - Dimitar Stoyanov
  - Slavi Binev
  - Desislav Tchukolov
- Mouvement national pour la stabilité et le progrès (NDSV) (1)
  - Biliana Raeva